# Sarja Gharbiya
Sarja Gharbiya (tiếng Ả Rập: سرجة غربية) là một ngôi làng Syria nằm ở Sinjar Nahiyah ở huyện Maarrat al-Nu'man, Idlib. Theo Cục Thống kê Trung ương Syria (CBS), Sarja Gharbiya có dân số 1007 người trong cuộc điều tra dân số năm 2004.